# Barbara Jelić Ružić
Barbara Jelić Ružić (geborene Jelić; * 8. Mai 1977 in Novo mesto, SR Slowenien) ist eine ehemalige kroatische Volleyballnationalspielerin.
Barbara Ružić misst 1,93 Meter und wechselte bereits im Alter von 17 Jahren in die hochdotierte japanische Liga, in der sie fünf Jahre blieb und mehrfach die Auszeichnung als beste Spielerin in verschiedenen Kategorien erhielt.
Auf der Außen- und Diagonalposition spielend führte sie die kroatische Nationalmannschaft, mit ihrem Vater Ivica Jelić als Nationaltrainer, zu drei Silbermedaillen bei den Europameisterschaften 1995, 1997 und 1999, sowie einem sensationellen siebenten Platz bei den Olympischen Spielen 2000 in Sydney und zu einem sechsten Platz bei der Weltmeisterschaft 1998 in Japan. Dabei machte Barbara Ružić nicht selten mehr Punkte als alle ihre Mannschaftskolleginnen zusammen. So wurde sie unter anderem bei den Weltmeisterschaften 1998, dem World Cup 1999 und der Olympiaqualifikation beste Punktesammlerin. Völlig verdient wurde sie in den Jahren 1998, 1999 und 2000 zur besten Volleyballerin Europas gewählt.
Nach ihrer Zeit in Japan spielte sie in der italienischen und türkischen Liga – wobei sie ihre Karriere unterbrach, als sie Mutter wurde –, ehe sie im Jahr 2004 ihren Rücktritt erklärte.
Von ihrem Vater überredet, streifte sie das Nationaltrikot bei der Europameisterschaft 2005 im eigenen Land noch einmal über, um junge Spielerinnen zu motivieren. Nach einem überzeugenden dritten Platz in der Vorrundengruppe A wurde der achte Platz erreicht.